# Thomson Micromega 32
Thomson MICROMEGA 32 (MICROMEGA 32) је професионални рачунар фирме Томсон (Thomson) који је почео да се производи у Француској током 1983. године.
Користио је Motorola MC 68000 микропроцесорску јединицу а РАМ меморија рачунара је имала капацитет од 256 KB (до 2 MB). 
Као оперативни систем кориштен је Unix верзија 7, University of California, Berkeley.

## Детаљни подаци
Детаљнији подаци о рачунару MICROMEGA 32 су дати у табели испод.
|                       |                                                                          |
| [ 1 ]                 |                                                                          |
| Произвођач            | Томсон                                                                   |
| Тип                   | професионални рачунар                                                    |
| Меморија              | 256 (до 2 MB)                                                            |
| Поријекло             | Француска                                                                |
| Година                | 1983                                                                     |
| Тастатура             | Пуни помак, 99 тастера, са нумеричком тастатуром и 16 функцијска тастера |
| Процесор              |                                                                          |
| Фреквенција процесора | 6                                                                        |
| RAM                   | 256 (до 2 MB)                                                            |
| ROM                   | непознато                                                                |
| Текст                 | 24 линија x 80 знакова                                                   |
| Графика               | 800 x 480 (опциона графичка картица високе резолуције)                   |
| Боја                  | монохроматски                                                            |
| Звук                  | мали звучник                                                             |
| Димензије             | свеукупна тежина 24 Kg                                                   |
| Портови               |                                                                          |
| Оперативни систем     |                                                                          |